# Georges Frédéric Imlin
Georges Frédéric Imlin, né le 26 mars 1727 à Strasbourg et mort le 27 octobre 1782 dans la même ville, est un orfèvre actif à Strasbourg au XVIIIe siècle.

## Biographie
Issu d'une dynastie d'orfèvres protestants luthériens strasbourgeois, il est le fils de Jean-Louis Imlin (1694-1764) et le frère de Jean-Louis Imlin (1722-1768).
Reçu maître le 17 novembre 1751, il est membre du Grand Sénat en 1779 et 1780.
Jacques Frédéric Kirstein (1765-1838) effectue son apprentissage chez lui, ainsi que chez son propre père.

## Œuvre

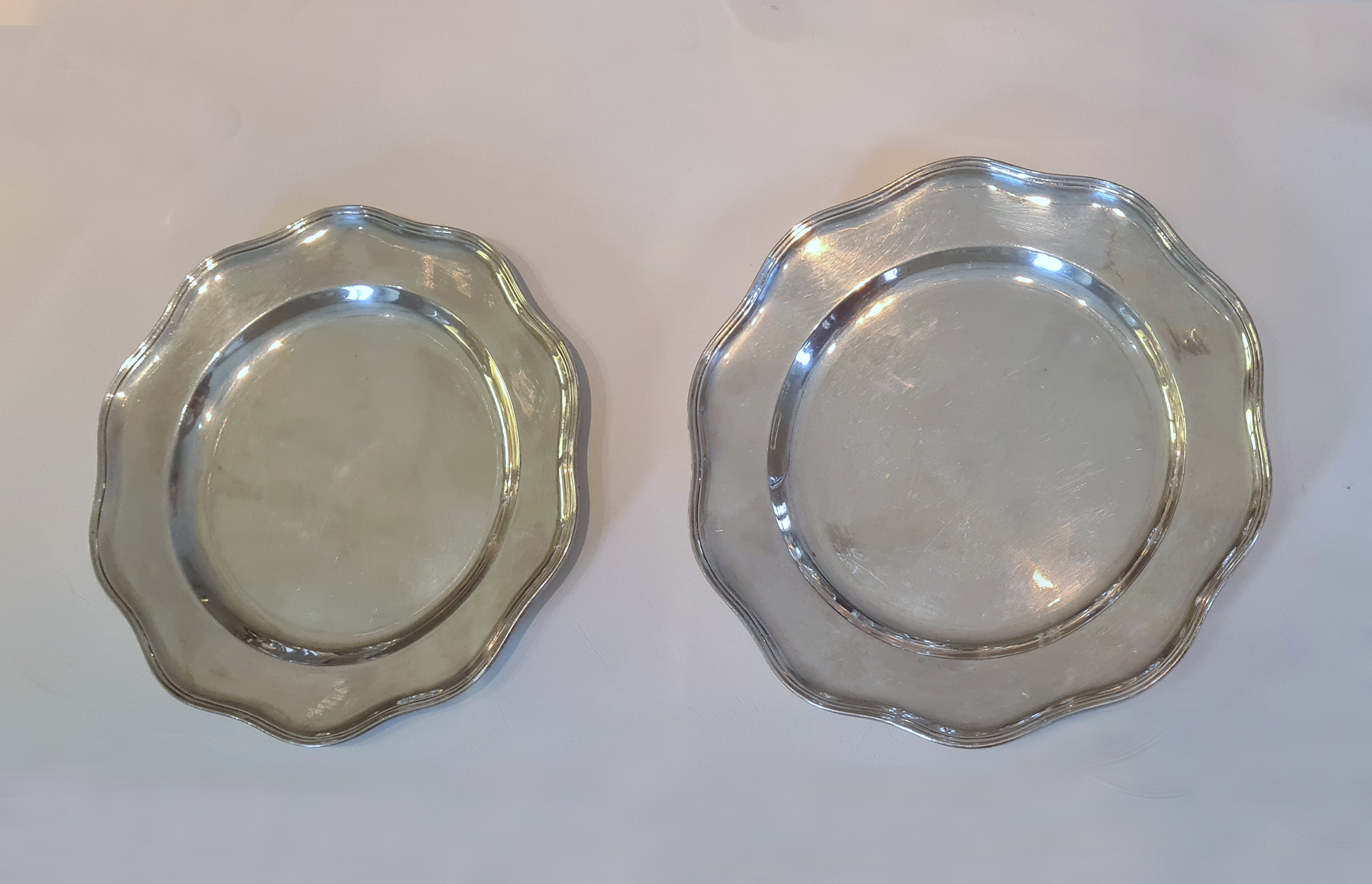
Deux assiettes en argent (1775).

Plusieurs pièces d'orfèvrerie figurent dans des collections particulières, telles que la reliure d'argent d'un livre de cantiques, un cadre vermeil ou un couvert complet et un plateau à anses.
Le musée des arts décoratifs de Strasbourg conserve deux assiettes en argent de 1775.

## Postérité
La rue Imlin à Strasbourg (Meinau) rappelle la place de la famille Imlin dans la vie artistique de la ville.